# Артамонов, Михаил Дмитриевич (поэт)
Михаи́л Дми́триевич Артамо́нов (1888—1958) — русский и советский поэт, журналист, редактор, издатель.

## Биография
Сын безземельного крестьянина — сторожа кладбищенской церкви, позже лесничего. Вырос в лесной сторожке и грамоте учился у дьячка. С 9 лет — работал, был помощником садовника, слугой в господском доме, посыльным в конторе. В 1902—1906 годах учился в Уткинской сельскохозяйственной школе на казённый счёт, после окончания служил садовником, управляющим в имениях, конторщиком на текстильных фабриках Иваново-Вознесенска.
С 1908 года начал печатать в провинциальных изданиях заметки о рабочей и крестьянской жизни, стихи. Тогда же время занялся журналистикой (был хроникёром, репортёром, вертельщик колеса у печатной машины) в приволжских городах. Бродяжничал, батрачил, был чернорабочим и снова возвращался в газету. Отслужил четыре года в русской армии.
В 1913 году — издатель и редактор Иваново-Вознесенского литературно-художественного и сатирического еженедельника «Дым» (издание прекращено на 14-м номере).
В первых сборниках М. Артамонова «Когда звонят колокола» и «Улица фабричная» (оба — Иваново-Вознесенск, 1913) изображена жизнь городских окраин «между делом тяжёлым и грезою». В его стихах о загубленной в непосильном труде молодости («Кузнец», «Рассказ рабочего»), поруганной любви («Дуня», «Дворняжки»), солдатской судьбе («Чарующие сны»), на религиозные темы («Звоны», «Монастырь») книжные сентиментально-романтические клише соседствуют с песенными, частушечными, сказовыми интонациями: «Лира моя, лира».
В конце 1913 года переехал в Санкт-Петербург, работал в «Правде», печатался также в московских журналах «Живое слово», «Вестник приказчика», «Металлист», «Вопросы страхования», «Работница» и др.
М. Горький включил стихотворение М. Артамонова «Забастовка» в «Первый сборник пролетарских писателей» (СПб., 1914).
Участник Первой мировой войны. В июле 1914 года М. Артамонов был мобилизован и до 1918 года находился на фронте, служил ротным фельдшером. Был ранен, контужен, подвергался аресту за агитацию против войны.
Помещал стихи и корреспонденции в «Ежемесячном журнале», журналах «Армейский вестник», «Огонёк».
После Октябрьской революции занимался литературным трудом, жил в Иваново-Вознесенске и Москве.
Издал несколько сборников стихов: «Земля родная» (П., 1919), «Деревенская улица» (М., 1924), «Песни» (М., 1928), «Маков цвет. Песни» (М., 1928) и другие, книгу очерков «Дети улицы. Очерки московской жизни» (М., 1925). Отдельные стихи поэта вошли в отрывные календари, учебные пособии для школ, хрестоматии и репертуар чтецов-декламаторов. 38 стихотворений положены на музыку композитором В. М. Корсунским, часть их вышла отдельными изданиями.
Как отмечает «Литературная энциклопедия» по темам поэзия М. Артамонова — полукрестьянская, полурабочая. В форме его стихов преобладает песенный, нередко частушечный склад.
Похоронен на Ваганьковском кладбище (17 уч.).

## Избранные публикации
- Улица фабричная. Стихи. Иваново-Вознесенск. 1913;
- Когда звонят колокола. Стихи. Иваново-Вознесенск. 1913;
- Земля родная. Стихи. 1919 ;
- Деревенская улица. Стихи. 1924;
- Дети улицы. Очерки московской жизни. 1925 ;
- Маков цвет. Стихи. Изд. МТП. М. 1928;
- Песни. Изд. МТП. М. 1928.